# Personal Services
Personal Services is een Britse filmkomedie uit 1987, geregisseerd door Terry Jones en met een scenario van David Leland. De film is los gebaseerd op het leven van de bekende madam Cynthia Payne, al wordt zowel aan het begin als aan het einde uitdrukkelijk vermeld dat de prent fictie is en zodoende geen biopic over haar. Payne trad echter wel als adviseur op. De film werd gemaakt met financiële ondersteuning van British Screen en vrijgegeven op 3 april 1987. Julie Walters speelde de hoofdrol. Volgens filmcriticus David Parkinson gaat Personal Services in de eerste plaats over de Britse obsessie met schaamte, niettegenstaande enkele pikante inhoudelijke trekjes in de stijl van de Carry On-films.

## Samenvatting
Christine Painter is serveerster in een eetcafé en verdient daarnaast bij door appartementjes onder te verhuren. Haar huurders zijn echter achterstallig, waardoor ze op haar beurt haar eigen huur niet kan betalen. Haar Griekse huisbaas scheldt haar schulden kwijt in ruil voor seks. Zij vindt dat een interessant zakenmodel en begint, samen met haar collega Shirley en haar beste vriendin Dolly, te adverteren om overwegend oudere, welstellende mannen met bepaalde parafilieën aan te trekken, zoals rollenspelletjes waarin zij en Shirley strenge schooldirectrices spelen. Allengs omvat haar clientèle advocaten, ambtenaren en andere invloedrijke personen. Dolly zorgt hierbij voor de financiële afhandeling van de transacties. Christine wordt gearresteerd wegens pooierij nadat een van haar bezoekers een agent in burger bleek te zijn. Ze pleit schuldig voor de rechtbank en krijgt een voorwaardelijke straf.
Chistine heeft een stroeve verstandhouding met haar zuster en vader, die weduwnaar en een gerespecteerde vrijmetselaar is, maar zich niet om zijn kleinzoon bekommert. Wanneer ze met haar vriendin Dolly het huwelijksfeest van haar zuster bijwoont, ontdekt ze in het toilet dat Dolly een penis heeft, maar erop staat dat ze geen man is. Dit nieuws lekt meteen uit onder de gegadigden en leidt tot ruzie tussen Christine en haar vader, die haar verwijt haar zusters feest te hebben verpest. In haar verontwaardiging roept Christine in het openbaar dat ze een prostituee is.
Ze koopt een huis en laat het gratis opknappen door haar masochistische klanten, die met veel plezier haar slaven zijn. Het adres wordt algauw een oord van vertier voor oudere heren met gespecialiseerde seksuele behoeften en allerlei gezellige orgieën. Tijdens het kerstfeest verzamelt zich een mensenmassa in haar huis, die hartelijk begroet wordt door een vrouwelijke engel in haar natuurlijke staat. Een gedecoreerde oorlogsveteraan leeft zich uit met zijn liefde voor vrouwenkleding. Dan valt eensklaps de politie hardhandig binnen en de gehele menigte wordt aangehouden. Voor Christine dreigt ditmaal een gevangenisstraf.
De pers krijgt lucht van het schandaal. De oorlogsveteraan geeft de journalisten een rondleiding door het huis en steekt daarbij de loftrompet over travestie. Voor zijn achttiende verjaardag doet Christine haar zoon seks met een van haar meisjes cadeau. Dan duikt haar vader weer op. Hij verklaart dat hij eenzaam is en vraagt of zij hem misschien aan een vrouw kan helpen. Het komt tot een verzoening.
Wanneer Christine voor de rechtbank verschijnt, herkent ze de rechter als de ‘stoute schooljongen’ die gestraft moest worden. Ook de andere magistraten waren allen bij haar op seksfeesten aanwezig.

## Ontvangst
De recensent van Time Out vond de film te braaf en ten dele clichématig, al waardeerde hij of zij de focus op het alledaagse leven en de niet-veroordelende weergave van seksuele diversiteit. Het kennelijk uitgedragen standpunt dat ‘de hele wereld pervers is’, vond de recensent daarentegen gênant.
De Amerikaanse criticus Roger Ebert had een positief oordeel. Volgens hem streefde de film opzettelijk niet naar sensatie, maar was hij daarentegen een ‘studie van de banaliteit, met flitsen van echte komedie’. Hij loofde tevens het acteerwerk van Julie Walters.